# Nathan Houwaard
Nathan Simeon Houwaard (* 26. November 2005) ist ein niederländischer Leichtathlet, der im Langstrecken- und Hindernislauf an den Start geht.

## Sportliche Laufbahn
Erste internationale Erfahrungen sammelte Nathan Houwaard im Jahr 2023, als er bei den U20-Europameisterschaften in Jerusalem mit 9:17,49 min in der Vorrunde im 3000-Meter-Lauf ausschied. Im Dezember wurde er bei den Crosslauf-Europameisterschaften in Brüssel in 17:38 min 39. im U20-Rennen. Im Jahr darauf gelangte er bei den U20-Weltmeisterschaften in Lima in 8:51,32 min auf Rang 13 über 3000 m Hindernis und im Dezember wurde er bei den Crosslauf-Europameisterschaften in Antalya in 14:24 min Elfter im U20-Rennen und sicherte sich in der Teamwertung die Silbermedaille. 2025 belegte er bei den U23-Europameisterschaften in Bergen in 29:13,48 min den siebten Platz im 10.000-Meter-Lauf, ehe er bei den World University Games in Bochum mit 14:56,43 min in der Vorrunde über 5000 Meter ausschied.
2023 wurde Houwaard niederländischer Meister im 10-km-Straßenlauf.

## Persönliche Bestzeiten
- 5000 Meter: 14:02,27 min, 21. Juni 2025 in Marburg
- 10.000 Meter: 29:13,48 min, 17. Juli 2025 in Bergen
- 10-km-Straßenlauf: 29:20 min, 9. Februar 2025 in Schoorl
- 3000 m Hindernis: 8:47,27 min, 29. Juni 2024 in Hengelo (niederländischer U20-Rekord)